# بيرينس مونيوث
بيرينس مونيوث (بالإسبانية: Berenice Muñoz)‏ هي لاعبة كرة قدم مكسيكية، ولدت في 11 مارس 2000 في Tulancingo ‏ في المكسيك.